# Triple Play 2000
Triple Play 2000 é um jogo eletrônico de beisebol lançado para PlayStation, Nintendo 64 e Microsoft Windows em 1999. É o único jogo da série Triple Play lançado para o Nintendo 64 onde foi lançado na América do Norte. Ele apresenta as listas de 1999 e as estatísticas de 1998, que incluíram os 66 HR de Sammy Sosa e os 70 home runs de Mark McGwire.
O jogo apresenta jogadores reais e equipes ativas no momento da produção. Os jogadores podem jogar partidas individuais, uma temporada inteira, os playoffs ou um derby de home runs. A seleção e as transferências da equipe estão sob o controle do jogador. Jim Hughson e Buck Martinez fornecem os comentários sobre todas as versões de console, exceto Martinez, que não apareceu na versão do Nintendo 64. O jogo foi a primeira versão a suportar jogos na Internet no Windows.

## Recepção
As versões para PlayStation e Windows receberam críticas favoráveis. Em contraste, a versão Nintendo 64 recebeu críticas mistas, de acordo com o site de agregação de críticas GameRankings. A Next Generation disse sobre a antiga versão do console: "não há nada particularmente novo no Triple Play 2000, mas a EA Sports ainda nos apresentou um jogo completo que é muito divertido de jogar e assistir. Se você está pensando em pegar um jogo de beisebol para PlayStation, esta é a melhor escolha."
Mark Kanarick, da AllGame, deu à versão PlayStation quatro estrelas e meia de cinco, chamando-a de "uma excelente adição à coleção de qualquer fã de beisebol ou esportes." Brad Cook deu à versão para PC três estrelas e meia de cinco, dizendo: "No geral, o Triple Play 2000 é como uma bola bem rebatida que atinge a pista de aviso, mas cai nos braços do defensor central bem na frente da parede. O swing foi doce, mas simplesmente não havia suco suficiente para um home run." No entanto, Scott Alan Marriott deu à versão do Nintendo 64 duas estrelas e meia de cinco, dizendo que "não oferece nada para se distinguir da atual safra de jogos de beisebol, além de ter uma taxa de quadros muito desigual e controles suspeitos".  Jonah Falcon, da Computer Games Strategy Plus, deu à versão para PC duas estrelas e meia de cinco, chamando-a de "um passo atrás em certos aspectos do Triple Play 99, mas em uma visão mais ampla é um passo à frente".

## Ligações Externas
- Triple Play 2000 no MobyGames